# Reginald Paget
Reginald Thomas Guy Paget Des Voeux, baron Paget de Northampton, (2 septembre 1908-2 janvier 1990), également connu sous le nom Reginald Guy Thomas Du Paget Voeux, est un avocat et homme politique travailliste britannique.

## Carrière
Fils du major Guy Paget, il fait ses études au Collège d'Eton et au Trinity College de Cambridge, où il étudie le droit, mais n'obtient pas son diplôme. Paget rejoint le Parti travailliste alors qu'il est étudiant à Cambridge, une décision rendue frappante par le fait que sa famille a produit cinq générations de députés conservateurs. Il est admis au barreau en 1934.
Il se présente comme candidat travailliste pour Northampton en 1935, mais n'est pas élu. Pendant la Seconde Guerre mondiale il sert dans la Royal Naval Volunteer Reserve (1940-1943). Après la guerre, il défend le maréchal Erich von Manstein lors de son procès pour crimes de guerre. Il écrit plus tard Manstein : ses campagnes et son procès (1957) . Il devient Conseil de la Reine en 1947.
Il se présente à nouveau comme candidat travailliste pour Northampton dix ans plus tard en 1945, et remporte le siège. Il est réélu à plusieurs reprises jusqu'en 1974, date à laquelle la circonscription est supprimée . De 1960 à 1964, Paget est porte-parole junior de l'opposition pour la Royal Navy et l'armée. Il critique ouvertement Harold Wilson lors des élections à la direction du Parti travailliste de 1963 .
Au cours de son mandat à la Chambre des communes, il est une voix indépendante, jouant un rôle majeur dans la campagne pour l'abolition de la peine capitale. Il est un fervent opposant à l'exécution de Derek Bentley et plaide pour que Timothy Evans soit gracié à titre posthume pour le meurtre de son enfant (un crime où John Christie est largement soupçonné).
Paget est initialement favorable à l'entrée britannique dans la Communauté économique européenne (CEE), et en 1954 est secrétaire du Conseil britannique du Mouvement européen . Mais au cours des années suivantes, son point de vue change : en 1971, il fait partie d'une majorité de députés travaillistes à voter contre l'adhésion, et pendant la campagne référendaire de la CEE de 1975, il prononce un discours à la Chambre des Lords dans lequel il déclare que la CEE est impuissante face à la menace soviétique, et lors du vote qui en résulte un jour plus tard, il est l'un des 20 pairs à voter contre le maintien dans la Communauté .
Le 2 janvier 1975, il est créé pair à vie en tant que baron Paget de Northampton, de Lubenham dans le comté de Leicestershire .
Paget est considéré comme l'orateur le plus lent de la Chambre des communes et est le maître de la chasse à Pytchley de 1968 à 1971, une position inhabituelle pour un député travailliste .

## Famille
En 1931, il épouse Sybil Helen Gibbons (Nancy), fille de Sills Clifford Gibbons. Ils occupent Lubenham Lodge à 2 miles à l'ouest de Market Harborough à partir de 1964. Il se sépare ensuite de sa femme, et a une relation avec Diana Spearman, veuve du député conservateur Sir Alexander Spearman .